# Ascolepis pseudopeteri
Ascolepis pseudopeteri är en halvgräsart som beskrevs av Paul Goetghebeur. Ascolepis pseudopeteri ingår i släktet Ascolepis och familjen halvgräs.
Artens utbredningsområde är Zambia. Inga underarter finns listade i Catalogue of Life.